# Hernando de Santillán y Figueroa
Hernando de Santillán y Figueroa (¿Sevilla o Valladolid?, Corona de España, ca. 1519 – Lima, Virreinato del Perú, ¿8 de junio de 1574 o 7 de junio de 1575?) era un licenciado en Leyes y funcionario español que ocupó el cargo de relator de las reales chancillerías de Granada y de Valladolid, y en 1550 lo mandaron al virreinato peruano como oidor de la Real Audiencia de Lima.
En 1557 fue enviado a la Capitanía General de Chile junto al nuevo gobernador García Hurtado de Mendoza, designado por el rey Felipe II de España para controlar esa provincia, y quien lo nombrara como teniente de gobernador general de Santiago y oidor de justicia mayor de dicho territorio hasta 1561, y como tal fue el creador de la tasa de Santillán en 1559, la cual regulaba las encomiendas y el trabajo de los indígenas lugareños.
En 1564 fundó la Real Audiencia de Quito subordinada a la de Lima, en la cual fuera nombrado como su primer presidente-gobernador de la provincia homónima hasta el año 1571, fecha que volvió a Europa. Una vez viudo en Sevilla alrededor de los 53 años de edad, hacia 1572, decidió hacerse sacerdote y fue nombrado obispo de Charcas pero cuando viajó a Sudamérica falleció antes de tomar posesión de su cargo eclesiástico.

## Funcionario en España y Perú

### Origen familiar y primeros años
Hernando de Santillán y Figueroa había nacido hacia 1519, muy probablemente en la ciudad de Sevilla o en algún lugar de los cuatro reinos de Andalucía o bien en la ciudad de Valladolid de Castilla la Vieja, que a su vez formaban parte de la Corona de España. Era hijo de Hernando de Santillán y Ramonte (n. Sevilla, ca. 1489) y de su esposa Leonor de Figueroa y Alencastre (n. ca. 1499).
Pocos datos existen sobre su niñez y juventud, pero se sabe que sus abuelos paternos eran Pedro de Santillán, caballero de la Orden de Santiago —un hijo de Luis García de Santillán, justicia mayor de Sevilla, y de María Sánchez Coronado— y su esposa Isabel de Ramonte. Sus abuelos maternos eran Juan de la Cueva y Figueroa, que estaba emparentado con los duques de Feria y los de Alburquerque, y Beatriz Ponce de León, del linaje de los duques de Arcos.

### Funcionario real en España y en el Perú
Tras haber sido relator en la Real Chancillería de Granada, y de la de Valladolid, fue nombrado en 1548 oidor de la Real Audiencia de Lima por lo cual llegó a Sudamérica a ocupar su puesto en 1550.
El virrey Antonio de Mendoza y Pacheco le encomendó a Santillán que estudiase las instituciones incaicas para establecer los tributos que los aborígenes le pagaban a su monarca. El 21 de septiembre de 1552 fallecía dicho virrey y el citado tribunal, presidido por Andrés de Cianca, pasó a gobernar de forma interina el virreinato peruano.
Sin embargo, la real audiencia debió enfrentar la rebelión de los encomenderos que si bien fue controlada, gracias a las campañas militares de Santillán y del arzobispo de Lima, quedarían demostrados los problemas que enfrentaban los españoles con las regulaciones al trabajo de los indígenas. En su gestión, durante el gobierno interino de Pedro de la Gasca, fue un ferviente defensor de la reducción de aborígenes en pueblos de misión. Frente a los conflictos del nuevo virrey Andrés Hurtado de Mendoza, II marqués de Cañete, con las antiguas autoridades, Santillán le permaneció fiel, y por ende al rey, ganándose la enemistad de los demás.
Cuando se necesitó pacificar los ánimos en Chile entre los conquistadores, el virrey nombró el 15 de septiembre de 1556 como gobernador de la Capitanía General de Chile a su propio hijo García Hurtado de Mendoza, futuro IV marqués de Cañete, y a Santillán como su teniente de gobernador general de Santiago, con un sueldo anual de 3.000 pesos de oro pero con la condición de no tomar para sí encomiendas ni repartimientos. Llegaron a destino el 23 de abril de 1557, desembarcando en La Serena, en donde asignó el cargo de teniente de gobernador homónimo al licenciado Juan de Escobedo, y en el cargo de teniente de gobernador de Concepción al licenciado Alonso Ortiz.
Los habitantes de Coquimbo quedaron deslumbrados al ver junto al nuevo gobernador el más grande ejército hasta entonces visto en estos lugares, contando con más de cuatrocientos cincuenta hombres armados con arcabuces, vestidos con armaduras y penachos de plumas, y con cañones, pero debió enfrentar los mismos problemas con los encomenderos locales. Santillán entonces redactó las ordenanzas posteriormente conocidas como «tasa de Santillán», para aliviar los trabajos forzados de los indígenas y asegurarles algunos derechos. De esta forma se ganó las críticas de los encomenderos, pero debió regresar a Lima en 1559. Luego de sufrir un juicio de residencia, por lo que terminó suspendido en sus funciones y desterrado del Perú, tuvo que ir a España para defenderse. Una vez absuelto por el rey Felipe II de España retornó a Chile.

### Creador de la tasa de Santillán

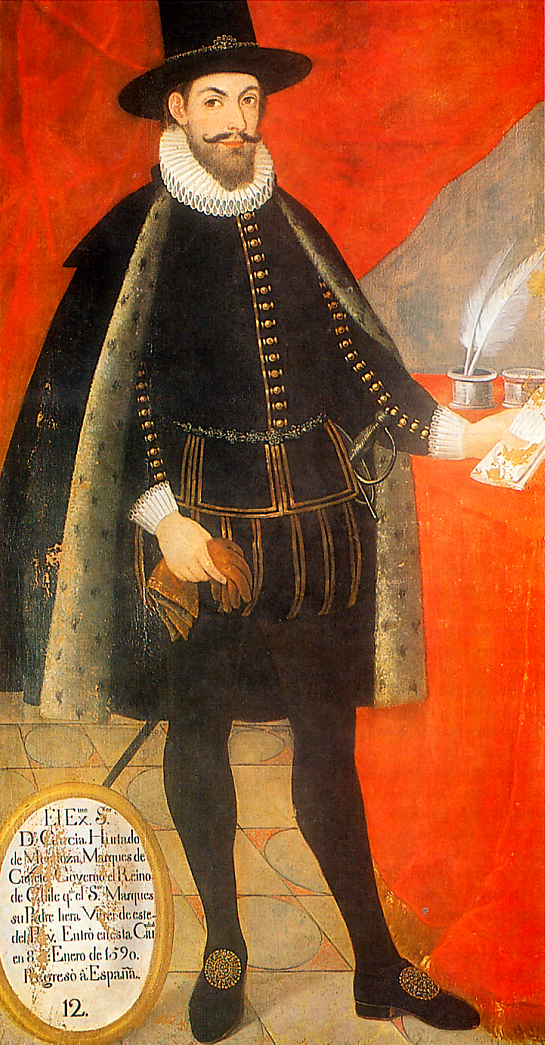
El gobernador García Hurtado de Mendoza

Frente a los malos tratos de los españoles hacia los indígenas y las rebeliones de estos se dedica a estudiar la situación presentó al gobernador un proyecto que si bien seguía manteniendo la encomienda, reformaba la situación existente. El gobernador García Hurtado de Mendoza, hijo del virrey Andrés Hurtado de Mendoza, promulgó en la ciudad de Concepción el 20 de enero de 1559 la tasa de Santillán, la cual estipulaba los siguientes puntos:
- Mantuvo el sistema de mita acostumbrado del Imperio inca, que consistía en la obligación del cacique de un grupo de enviar uno de cada 6 indígenas para trabajo en las minas o lavaderos de oro.
- Uno de cada 5 indígenas para el trabajo agrícola.
- Los indígenas debían ser mantenidos por los encomenderos.
- Debían sanarlos en caso de enfermedad.
- Debían evangelizar a los aborígenes.
- No hacerlos trabajar los domingos y festivos.
- No debían trabajar las mujeres, los hombres menores de 18 años y ni mayores de 50 años de edad.

Estas ordenanzas incrementaron el descontento por considerarlas exageradas, onerosas y opresoras con los encomenderos que dejaron su vida por conquistar las tierras para el monarca. En diciembre del mismo año, las ciudades de Santiago, Concepción e Imperial mandaron a Miguel de Avedaño y Velasco a la Corte, para que comparezca ante el rey Felipe II de España estos asuntos que tanto los perjudicaba.
La tasa finalmente duró dos décadas y tuvo una parcial obediencia ya que a pesar de los abusos que seguían cometiendo los encomenderos igual reclamaban contra las normas de estas.

### Primer Presidente de la Provincia de Quito

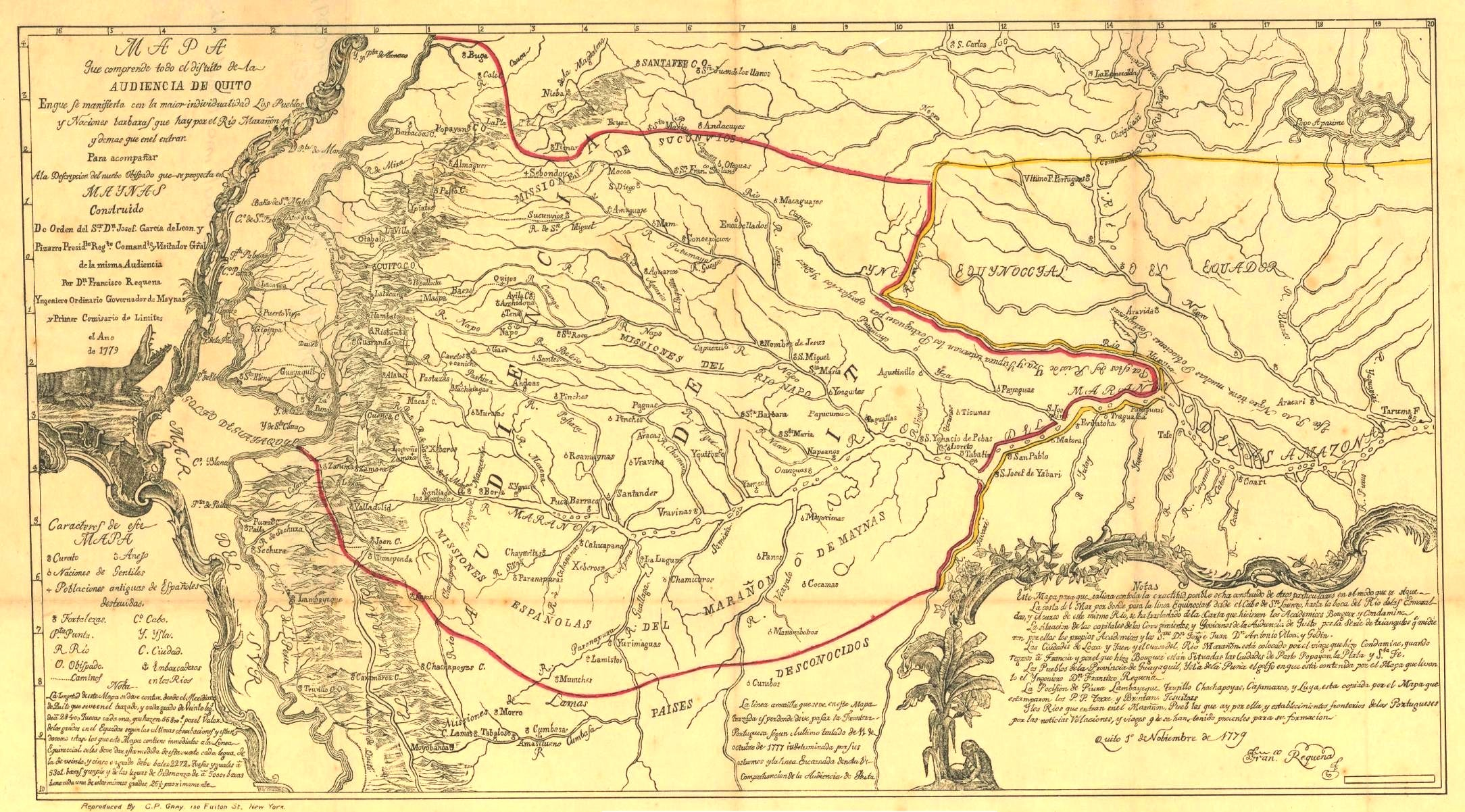
Real Audiencia de Quito

En febrero de 1561 volvió a Lima para ocupar el cargo de oidor. A mediados de 1562 las negociaciones entre la Corona española y los encomenderos se habían estancado y Santillán junto al recién llegado licenciado Pedro de Mercado de Peñaloza eran de opiniones más conciliatorias, como la perpetuidad de las encomiendas sin jurisdicción civil ni criminal, pero seguían recomendando la concentración de aborígenes en reducciones. En 1563, el oidor Santillán aseguraba que un tercio de la población andina estaba constituida por vagabundos. Por orden del monarca en 1564 fundó la subordinada Real Audiencia de Quito que a su vez fuera nombrado su presidente y al mismo tiempo gobernador de la provincia homónima.Su gobierno se caracterizó por su protección de los indígenas siendo uno de los procuradores importantes en la historia del indigenismo en Ecuador. 

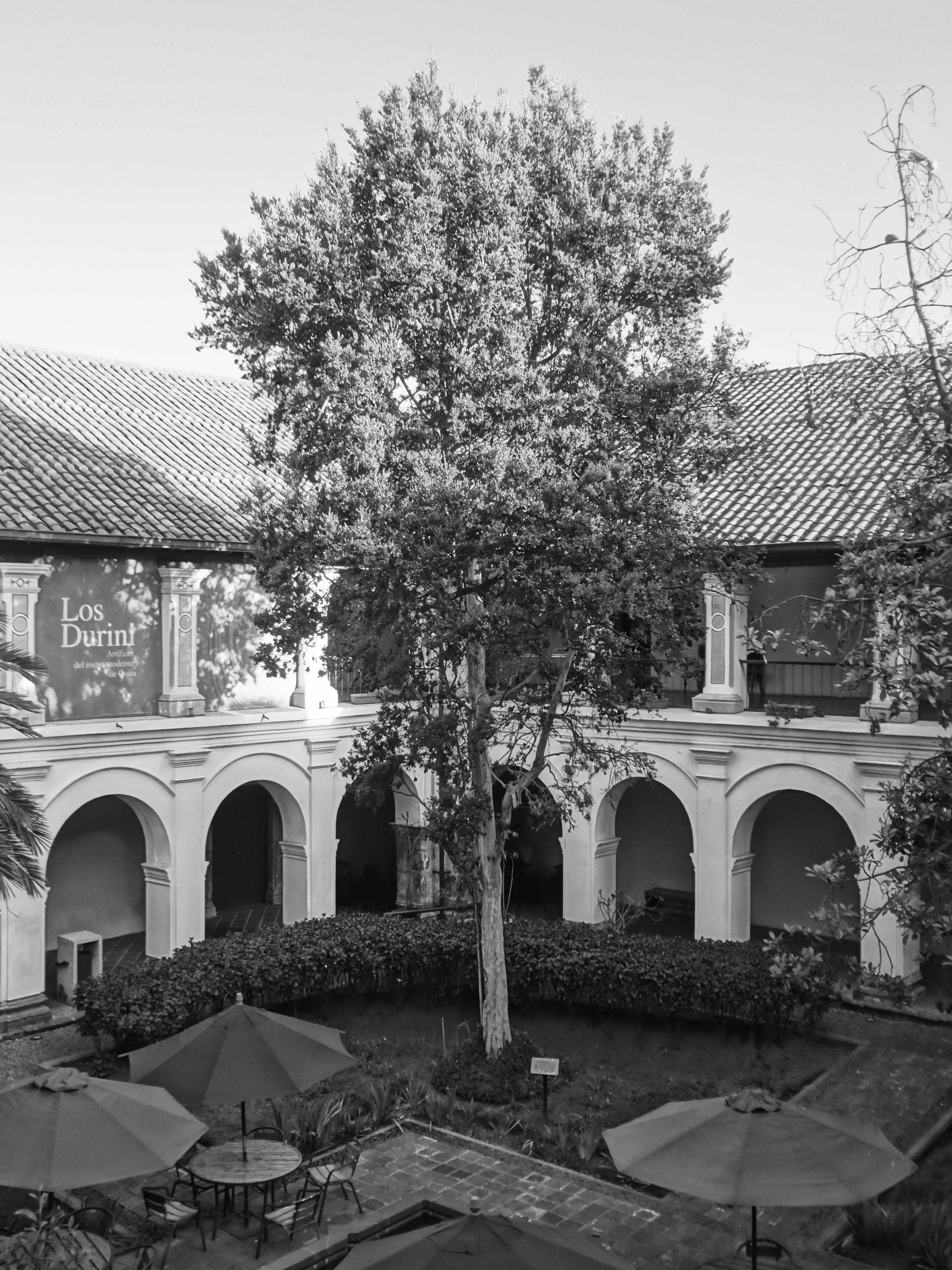
Hospital San Juan de Dios, fundado por Santillán

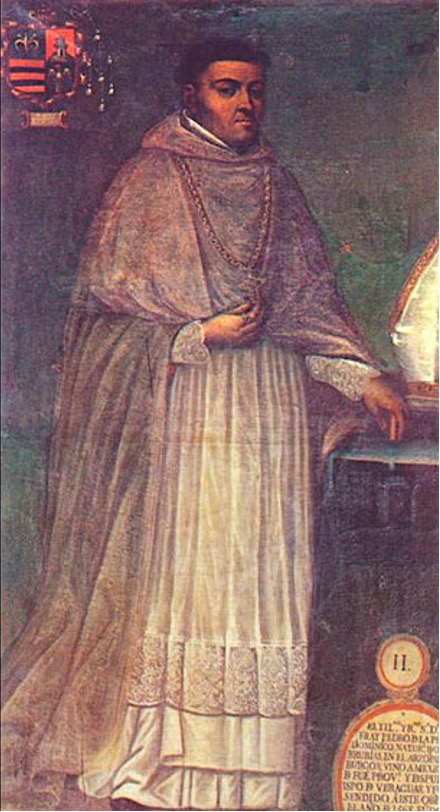
Fray Pedro de la Peña quien implementó las resoluciones del Concilio de Trento

El Rey Felipe II lo nombró oficialmente Presidente de la Audiencia en Monzón, el 27 de septiembre de 1564. Además también se nombrarían como oidores al doctor Francisco de Rivas, Melchor Pérez de Artiaga y Juan Salazar de Villasante. Como fiscal se nombraría a su vez al doctor Pedro de Hinojosa. Su mandato se caracterizó por proteger a los indígenas. Fue muy influenciado por la corriente humanista y los escritos desarrollados en la Escuela de Salamanca, así como las actitudes adquiridas originalmente por Isabel la Católica. Su actitud de protector de indígenas le llevó a ser moderado en los excesos del trabajo, además buscó con su tasa la justa retribución y contribución fiscal. Hizo regresar a sus casas a quienes habían sido llevados forzadamente a las minas. Esto hizo que las minas pierdan fuerza, especialmente las que se desarrollaban en el río Gualaseo. Buscó además mejorar la infraestructura, enfocándose en la construcción de caminos públicos. Además fundó el Hospital de caridad, el primero que hubo en Quito, y que dio inicio la historia de la medicina en Ecuador. Fue llamado "Hospital de la misericordia de Nuestro Señor Jesucristo" y tenía como destino la atención tanto de españoles como de indios. Junto con la creación del hospital se inició una cofradía o hermandad, en la cual podían entrar todos los voluntarios que quieran. Dentro de los principales empleados se encontraban Jerónimo de Cepeda, hermano de Santa Teresa de Jesús, entonces Tesorero de la Real Hacienda de Quito y también hermano de Lorenzo de Cepeda padre de Teresa de Cepeda.Su mandato lo conservó hasta el año 1571, pero nuevamente tendría problemas por sus arrebatos verbales con sus enemigos y por lo que debió volver a España para defenderse. Durante su mandato se aplicó las resoluciones del Concilio de Trento, el historiador Federico González Suárez lo resume de la siguiente manera:

Terminado felizmente el Concilio de Trento el año de 1563, fue aceptado en los reinos de España; y Felipe Segundo dispuso que fuese observado y guardado como ley inviolable en todos sus dominios de América. Recibiose en Quito la cédula real, y el obispo Peña se preparaba a hacer con toda solemnidad la publicación del Concilio: escogiose para la ceremonia un día domingo, acudió el pueblo a la iglesia catedral, y habían principiado ya los Divinos Oficios, cuando notó el Obispo que entre los concurrentes estaban también ciertos excomulgados, a los cuales mandó salir al instante, haciendo suspender las funciones sagradas hasta que los excomulgados se retiraran del templo. Oyendo el presidente Santillán la orden del Obispo, se indignó, y, al punto, se salió de la iglesia precipitadamente, protestando que no volvería a entrar jamás en ella, porque lo habían desairado. El Presidente no estaba excomulgado, ni el Obispo había faltado en lo más mínimo a los miramientos que a su dignidad se debían
González Suárez - Historia General del Ecuador

### Hábito eclesiástico, obispo de Charcas y fallecimiento
Una vez viudo en Sevilla hacia 1572, optó por la vida eclesiástica, y a pesar de que le volvieran a ofrecer la cancillería de Granada, no la aceptó, prefiriendo ser obispo de Charcas. Finalmente el licenciado Hernando de Santillán y Figueroa falleció tres meses después de llegar a la ciudad de Lima, capital del Virreinato del Perú, el 8 de junio de 1574 o el 7 de junio de 1575.

## Matrimonio y  descendencia
El oidor Hernando de Santillán y Figueroa se unió en matrimonio hacia 1540 en alguna parte de la Corona española con Ana Dávila Bahamonde y Sandoval (n. ca. 1520 - f. Sevilla, ca. 1572), una hija de Pedro González de Bahamonde, veinticuatro de Sevilla, y de Inés de Sandoval, la hermana de Francisco Gómez de Sandoval y Zúñiga, IV marqués de Denia, cuyo hijo heredero Francisco de Sandoval y Rojas recibiría los títulos de I duque de Lerma, I marqués de Cea, V marqués de Denia, I conde de Ampudia, siendo este último, padre de Cristóbal Gómez de Sandoval y de la Cerda, I duque de Uceda y demás títulos.
Del enlace entre Hernando de Santillán y Ana Dávila, hubo por lo menos dos hijas:
- Mencia de Santillán y Figueroa[19] (n. Corona de España, ca. 1540) que se unió en matrimonio en el año 1560[19] en la ciudad de Lima[14] con Antonio de Urroz Navarro[19] (n. ca. 1530), nieto del conquistador Antonio Ponce de León[19] (n. ca. 1470). De este enlace hubo tres descendientes: Hernando, Antonio y Ana.[19]
- Leonor de Figueroa y Santillán[20] (n. Lima,[20] e/ enero y abril[20] de 1551)[20] que fue bautizada en su ciudad natal el 27 de abril del año de nacimiento[20] y se casó en la Catedral de Lima[20] el 11 de septiembre[20] de 1573 con Juan Dávalos de Ribera[20] (Lima, 1553 - Pisco,[20] 20 de mayo[20] de 1622),[20] caballero de la Orden de Calatrava desde 1597, tres veces alcalde de Lima[20] desde 1600 hasta 1609[20] y corregidor de Cañete[20] desde 1612,[20] y era hijo legítimo del conquistador hispano-andaluz Nicolás de Ribera y Laredo "el Viejo"[20] (Olvera,[20] 1487 - Lima, 1563), primer alcalde de Lima en 1535[20] y nuevamente en 1544, 1546, 1549 y 1554, y de su esposa desde 1539, Elvira Dávalos y Solier[20] (n. Andújar,[20] ca. 1519). Del enlace entre Leonor y Juan nacieron cinco hijos: Micaela, Elvira, Nicolás, Fernando y Ana Dávalos de Ribera.